# Marvin H. Albert
Marvin H. Albert (* 22. Januar 1924 in Philadelphia; † 24. März 1996 in Menton, Frankreich) war ein US-amerikanischer Autor, der mehr als 100 Bücher verfasste. Neben seinem eigenen Namen benutzte er Pseudonyme wie Albert Conroy, Al Conroy, Nick Quarry, Anthony Rome, Ian MacAlister und J. D. Christilian.

## Leben
Albert diente während des Zweiten Weltkrieges als Funkoffizier in der Handelsmarine. Später arbeitete er als Direktor einer Kindertheatergruppe in Philadelphia. Im Jahr 1950 zog Albert nach New York City, wo er erste schriftstellerische Erfahrungen sammelte und für die Magazine Quick und Look arbeitete. Nach dem Erfolg seines ersten Buches The Law and Jake Wade (1956) widmete er sich ganz der Schriftstellerei.
Im Jahr 1965 zog Albert nach Los Angeles, wo er Drehbücher schrieb und Adaptionen von neun seiner eigenen Bücher anfertigte, unter anderem Apache Rising als Duell in Diablo mit Sidney Poitier, und Miami Mayhem als Tony Rome mit Frank Sinatra. 1973 wurde der Film Der Don ist tot veröffentlicht.
1976 verließ Albert die Vereinigten Staaten und ließ sich in Südfrankreich, in Montségur-sur-Lauzon, nieder. Dort verbrachte er seinen Lebensabend und starb 1996 im Alter von 72 Jahren in Menton an den Folgen eines Herzinfarktes.
Albert war verheiratet und hatte zwei Kinder, einen Sohn und eine Tochter.

## Veröffentlichungen (Auswahl)
- 1961: Pillow Talk
  - Bettgeflüster, dt. von Günther Hehemann; Heyne, München 1981. ISBN 978-3-453-00008-7
- 1972: The Don is Dead
- 1978: The Dark Goddess
- 1982: The Medusa Complex
  - Spur einer Tochter, dt. von Dietlind Kaiser, Lübbe, Bergisch Gladbach 1992. ISBN 978-3-404-11817-5
- 1985: Operation Lila
  - Operation Lila, dt. von Clemens von Bézard, Zsolnay, Wien 1991. ISBN 978-3-552-04339-8
- 1986: Stone Angel
- 1986: Back in the Real World
- 1987: Get Off at Babylon
- 1987: Long Teeth
- 1987: The Untouchables
- 1988: The Last Smile
- 1989: The Midnight Sister
- 1990: Bimbo Heaven
- 1991: The Zig-Zag Man
- 1992: The Riviera Contract

## Drehbücher (Auswahl)
- 1973: Der Don ist tot (The Don is Dead)